# Julius Nyerere
Julius Kambarage Nyerere (Butiama, 13. travnja 1922. – London, 14. listopada 1999.), tanzanijski političar i državnik. Njegov nadimak na svahiliju glasi Mwalimu što znači učitelj. 
Iz obitelji s tradicijom ujedinjavanja plemena. Otac mu Burito Nyerere je bio poglavica plemena Zanakija. Zanakiji su bili tada jedno od najmanjih od 120 plemena u britanskoj koloniji. Bili su podijeljeni po karanokracijama (eng. chiefdom). Ujedinio ih je Juliusov polustric, Wanzagi Nyerere 1960-ih. 
S dvanaest godina Julius je otišao u program od 4 godine kojeg završava za 3., onda ide u srednju školu. Studirao je u Tanzaniji i u inozemstvu. Drugi je Afrikanac koji je dobio diplomu van Afrike. Kada su kolonijalne vlasti saznale za njegovo političko djelovanje, dobio je izbor: ili će predavati ili biti političar. Jedno i drugo nije mogao biti. Jedan je od osoba koje su osnovale Organizaciju afričkog jedinstva.
On je spojio Tanganjiku i Zanzibar u jedno. Pod njegovim vodstvom osnovana je Stranka revolucije 5. veljače 1977., spajanjem Tanganjikanske afričke nacionalne unije (Tanganyika African National Union - TANU) i Afro-širaske stranke (Afro-Shirazi Party - ASP). Obje su te stranke dotada same vladale Tanganjikom i poluautonomnim otokom Zanzibarom, respektivno. Kasnije je postao predsjednik neovisne Tanzanije, i tu ostao 21 godinu (1964. – 1985.). Bio je afrički socijalist, ali njegove reforme nisu dale ploda. Vodio je sličnu politiku kao i Kwame Nkrumah. Divio se afričkim seljacima i ljudima koji su živjeli na tradicionalni način. Godine 1979. srušio je Amina u ratu protiv Ugande. Više je putovao nakon 1985. nego dok je bio predsjednik. Do 1990., je bio na čelu vladajuće stranke.
Godine 1985., u 63. godini Nyerere je rekao: "Nisam uspio. Priznajmo to". Ovim se izrazom oprostio od politike zauvijek.
Zadnje veliko djelo bilo mu je posredovanje u sukobu u Burundiju 1996. godine. Umro je u Londonu 1999., u 77. godini života od posljedica leukemije.